# 羊脂球
脂肪球（法語：Boule de Suif），是法國文学家莫泊桑的短篇小說代表作，福樓拜稱之為「可以流傳於世的傑作」。

## 简介
這篇小說以1870年普法戰爭為背景，描寫被普魯士軍隊佔領下的盧昂的十名法國人，僱馬車在大雪瀰漫的途中逃往法國第二大港口勒阿弗爾港的故事。
馬車上的十名乘客分別是：紅酒奸商鳥先生和他太太，布雷維爾伯爵夫婦二人，拉瑪東伯爵夫婦二人，兩位一心念經的修女，以及極具愛國主義的民主黨人高尼岱（也翻譯成 科爾紐岱），和年紀輕輕從事妓女行業的伊麗莎白·盧塞（因身材豐滿圓潤所以綽號叫羊脂球）。
互相並不怎麼認識的他們來自不同階層，出逃的目的也各不相同，但他們有一個共同點，就是時刻不忘將“愛國”掛在嘴上。通過途中種種經歷，他們對羊脂球的態度幾次因為私慾而發生180度的變化，深深諷刺了這些所謂的“愛國”人士——上層人士一邊豪言：大愛法蘭西，痛恨普魯士，一邊卻積極策劃把比他們更愛國的底層同胞羊脂球獻給普魯士軍官取樂。“愛國”一詞在書中出現多次，強烈點明了主題。
故事一開始，上層的有錢人一如既往的看不起底層人民，馬車剛剛啟程時，他們對羊脂球不屑搭理，貴婦們甚至當面聊天時提高音量罵她“婊子”“社會恥辱”。但因為大雪導致路程超時，大家飢腸轆轆時，唯一帶了食物的羊脂球不計前嫌，慷慨地把她的美食無償分享給了所有人，她帶的一瓶波爾多葡萄酒還救下了因為缺食而失去知覺的拉瑪東伯爵夫人。他們把羊脂球食物全部吃光後，又開始高談闊論表達自己愛國心情，還講述了許多法國人的英雄事蹟。作者在此用了一句話描述：“別看這些人自己正忙於逃命，他們對別人的勇敢卻都極表敬佩。”作為底層人民的羊脂球，此時也表達出比上層人士更加激烈的愛國之心。
過了快14小時後，馬車終於抵達了中途休息的城市——托特。在進入旅店時，一位負責通行管理的普魯士軍官要求羊脂球陪他睡一覺，否則全車人第二天都不准離開。在普魯士敵人面前，車上每一個人其實都代表着法國。不畏強權非常愛國的羊脂球立刻拒絕了軍官（日後還多次拒絕），並罵他無恥之徒。接下的幾天全車人暫時先住進了旅店。那些上層人為了早日上路，一直嘗試用花言巧語半逼半勸示意羊脂球獻身。最後幾天，甚至連不太說話只顧念經的老修女也開始幫腔，引用聖人就算犯罪只要動機是好的也能被教會寬恕為由，用歪理勸羊脂球服侍軍官一夜；無知而愛國的羊脂球最終被眾人洗腦成功，去了軍官那。在眾人開香檳慶祝時，只有高尼岱一人反對，並罵他們“卑鄙透頂！”
這一夜過後，軍官終於給馬車放行了，車上的上層人立刻恢復了當初的嘴臉，對鬱鬱寡歡的羊脂球不理不睬，甚至也不分享食物給沒有帶飯的她。小說結尾處，略有所思的高尼岱一直用口哨吹著《馬賽曲》，伴著羊脂球後悔的哭泣聲，馬車顛簸的上路了。口哨吹到激動時，對“愛國”有了進一步領悟的高尼岱甚至唱了幾句馬賽曲來諷刺車上的愛國人士：“對祖國的神聖的愛，快來指揮、支持我們復仇的手，自由，親愛的自由，快來跟包圍你的人民一起戰鬥！”

## 评价
生命面前人人平等，不应以人的身份作为评判一个生命贵贱与否的标志。一个社会对待弱者又或者对待妓女的态度，其实也是一个社会文明程度的度量尺之一。在生命面前，一位妓女与一位修女享有同等的地位。
這個故事肯定了羊脂球的愛國精神和自我犧牲精神，並諷刺了上流社会人物看似高贵端庄的显赫外表下其实内心品质非常自私厚颜，道德水准其实遠不如底层贫民。
這篇小說獲得巨大成功，福樓拜稱之為「可以流傳於世的傑作」，於1880年收錄於《梅塘夜譚》。

## 電影改編
- 1934年由蘇聯人拍成電影。[1]
- 1937年中國電影《孤城烈女》，由朱石麟導演，陳燕燕主演。[1]
- 1945年法國電影《羊脂球（英语：Boule de Suif (1945 film)）》。[1]
- 1951年已移居香港的朱石麟再成電影《花姑娘》，由李麗華主演。[1]

## 脂肪球本人
脂肪球本人確實存在，真實名稱為Adrienne Jegay，是一名高級妓女，許多人生經歷皆與文中的脂肪球相符，傳聞跟莫泊桑與她有過一段感情。在1892年因毒癮身亡，但她直到死前都否認自己就是脂肪球本人。